# Uruk

Ciutats de Mesopotàmia. Uruk al sud.

Uruk, Òrcoe, Òrec, Origea o Unug (en sumeri en escriptura cuneïforme: 𒀕𒆠, unugki; en accadi: 𒌷𒀕 or 𒌷𒀔 Uruk (URUUNUG); àrab: الوركاء, al-Warkāʾ o أوروك, Awrūk; siríac: ܐܘܿܪܘܿܟ, ‘Úrūk; hebreu: אֶרֶךְ, ʼÉreḵ‎; grec antic: Ὀρχόη, Orchoē, Ὀρέχ, Orékh, Ὠρύγεια, Ōrugeia) va ser una antiga ciutat de la Mesopotàmia sumèria i posteriorment de Babilònia, situada a l'est de l'actual llera del riu Eufrates, al costat de l'antic canal sec del riu Eufrates, uns 30 km a l'est de la moderna Samawah, al-Muthanna, a l'Iraq. Es correspon amb la bíblica Èrec i, actualment, a Warka, a la República d'Iraq.
Uruk dona nom al període Uruk, el protohistòric, conegut com a Calcolític, a l'edat del bronze primerenca en la història de Mesopotàmia, entre el 4000-3100 aC, succeït pel període Jemdet Nasr de Sumer. Uruk va tenir un paper destacat en el primer període urbà de Sumer a mitjans IV aC. En l'apogeu, pels volts del 2900 aC, Uruk probablement tenia entre 50.000 i 80.000 habitants que vivien en 6 km² de recinteemmurallat; per la qual cosa era la ciutat més gran del món en aquell moment. El semimític rei Gilgameix, segons la cronologia presentada en la llista de reis sumeris, governà Uruk al segle XXVII aC. La ciutat va perdre la seva importància cabdal al voltant del 2000 aC, en el context de la lluita de Babilònia amb Elam, però va romandre habitada durant tota l'etapa selèucida i durant els períodes dels parts fins que finalment va ser abandonada poc abans o després de la conquesta islàmica.
La ciutat d'Uruk va ser descoberta el 1849 per William Kennett Loftus, qui en va dirigir les primeres excavacions el 1850-1854. El nom àrab de Babilònia, al-ʿIraq, es creu que deriva del nom Uruk, a través de l'arameu (Erec) i possiblement del persa mitjà Erāq.

## Importància

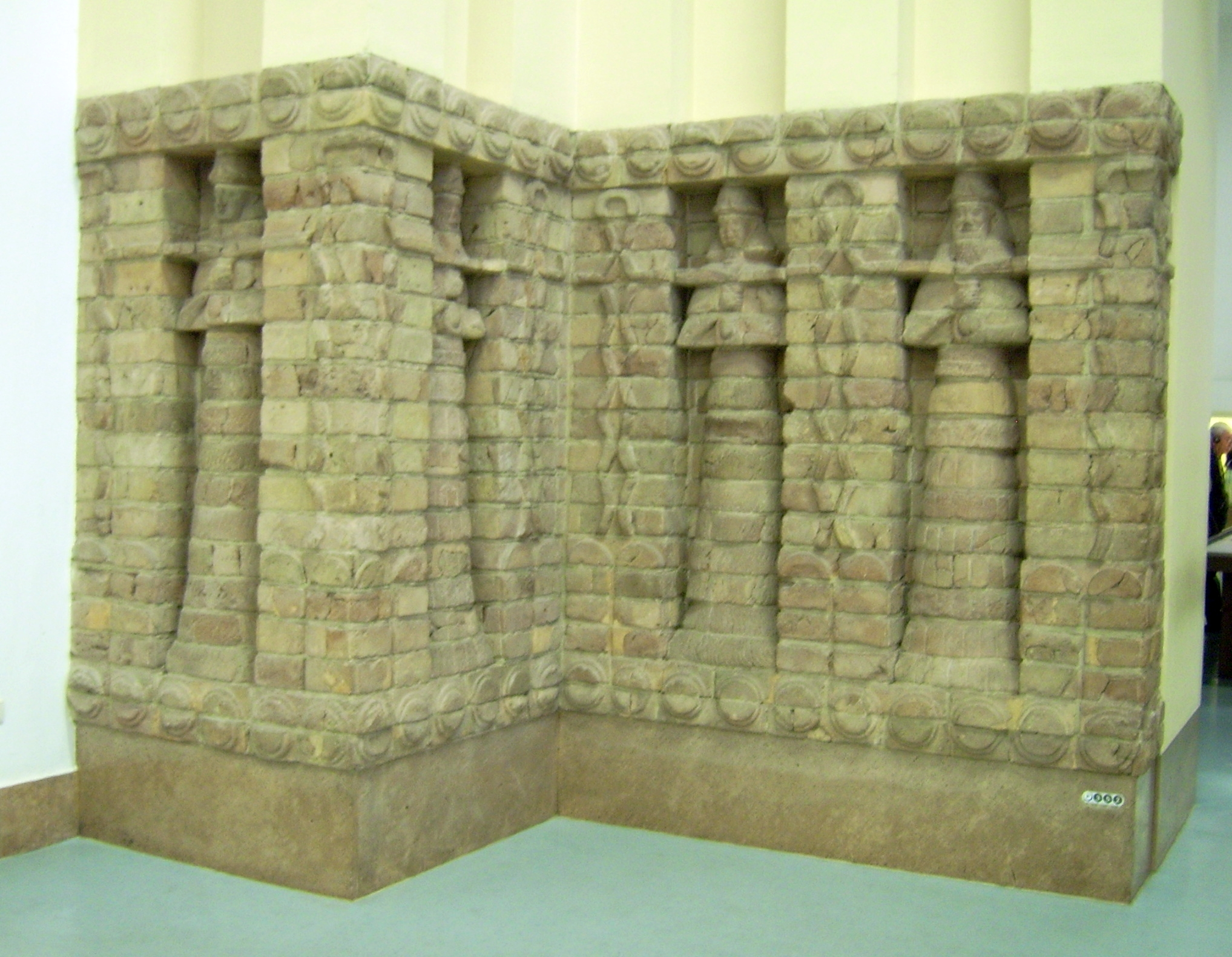
Relleu de la façana del temple d'Inanna de Karaindaix, d'Uruk. Museu Pergamon, Berlín.

Mapa de la ciutat d'Uruk.

En la mitologia i la literatura, Uruk va ser famosa com la ciutat on regnava Gilgameix, heroi de l'epopeia de Gilgameix. També es creu que Uruk és la bíblica Erek (Gènesi 10:10), la segona ciutat fundada per Nimrod a Sinar.
A més de ser una de les primeres ciutats, Uruk va ser la força principal de la urbanització durant el període d'Uruk (4000-3200 aC). En aquest període de 800 anys es va observar un canvi: de petits pobles agrícoles a un centre urbà més gran amb una burocràcia de temps complet, militars i societat estratificada. Malgrat que uns altres assentaments van coexistir amb Uruk, tenien en general al voltant de 10 hectàrees, mentre que Uruk va ser significativament més gran i més complexa. La cultura del període d'Uruk es va estendre gràcies als comerciants i colons sumeris pels pobles dels voltants, que van fer evolucionar gradualment les seves pròpies economies i cultures en competència. Al final, Uruk no podia mantenir el control a distància a través de les colònies, com Tell Brak, per la força militar.
Els factors geogràfics apuntalen el creixement sense precedents d'Uruk. La ciutat es troba a la part sud de Mesopotàmia, un lloc antic de la civilització, al riu Eufrates. Mitjançant la domesticació gradual i eventual de grans zones dels contraforts de la serralada del Zagros i tècniques de rec extenses, l'àrea de suport de la ciutat esdevingué una zona amb una gran varietat de vegetació comestible. Aquest conreu del gra i la proximitat als rius va permetre que Uruk arribés a ser, amb relativa facilitat, el major assentament sumeri, tant en població com en superfície.
Els excedents agrícoles d'Uruk i una gran base de població van facilitar processos com ara el comerç, l'especialització dels oficis i l'evolució de l'escriptura. L'evidència d'excavacions d'una rica ceràmica i les tauletes més antigues conegudes de l'escriptura són arguments a favor d'aquesta hipòtesi. L'excavació d'Uruk és molt complexa a causa del reciclatge del material constructiu entre les diferents etapes, la qual cosa difumina les capes de diferents períodes històrics. La capa superior, molt probablement, es va originar en el període Jemdet Nasr (3100-2900 aC) i està construïda sobre estructures de períodes anteriors que es remunten al període d'Obeid.

## La ciutat
Uruk va passar per diverses fases de creixement: el període de l'Uruk primerenc (4000-3500 aC) fins al període de l'Uruk tardà (3500-3100 aC). La ciutat es va formar quan dos assentaments Obeid petits van fusionar-se. Els nuclis dels seus complexos de temples es van convertir en el districte Eanna i el districte Anu, dedicats a Inanna i Anu, respectivament. El districte Anu s'anomenava originalment Kullaba (Kulab o Unug-Kulaba) abans de la fusió amb el districte Eanna. Kullaba data del període d'Èridu, quan era una de les ciutats més antigues i importants de Sumer. Hi ha diferents interpretacions sobre les funcions dels temples. No obstant això, s'accepta generalment que eren una característica unificadora de la ciutat. Actualment, es creu que els temples tenien una doble funció, tant religiosa com civil. L'arxiu del temple supervivent del període neobabilònic en documenta la funció social com a centre de redistribució de béns, com ara aliments.
El districte Eanna es compon de diversos edificis amb espais per a tallers, i es trobava emmurallat i separat de la resta de la ciutat. Per contra, el districte d'Anu va ser construït en una terrassa amb un temple a la part superior. És clar que Eanna es va dedicar a Inanna en el període més primerenc d'Uruk. La resta de la ciutat es compon de cases amb pati típic, agrupades per la professió dels ocupants, als districtes del voltant d'Eanna i Anu. Uruk va ser molt ben penetrada per un sistema de canals que ha estat descrit com una "Venècia al desert". Aquest sistema de canals fluïa per tota la ciutat i la connectava amb el comerç de l'antic riu Eufrates, tot permetent-hi igualment un comerç marítim; així mateix, el comerç es donava també amb el cinturó agrícola que l'envoltava.
La ciutat original d'Uruk es troba al sud-oest de l'antic riu Eufrates, ara sec. Actualment, el lloc de Tell al-Warka es troba al nord-est de l'actual riu Eufrates. El canvi de posició es deu a un canvi en l'Eufrates en algun moment de la història, i pot haver contribuït a la davallada d'Uruk.

### Períodes històrics d'Uruk
Els arqueòlegs han descobert múltiples ciutats d'Uruk, construïdes l'una sobre l'altra en l'ordre cronològic següent:
- Període Uruk XVIII Eridu (c 5000 aC); fundació d'Uruk.
- Període Uruk Obeid tardà XVIII-XVI (4800-4200 aC).
- Període primerenc d'Uruk X-XVI (4000-3800 aC).
- Període Uruk IX-VI mitjà Uruk (3800-3400 aC).
- Uruk V-IV període Uruk tardà (3400-3100 aC); s'hi construeixen els primers temples monumentals del districte d'Eanna.
- Període Uruk III Jemdet Nasr (3100-2900 aC); es construeix la muralla de la ciutat, de 9 km.
- Uruk II.
- Uruk I.

La nomenclatura s'ha fet segons l'estrat arqueològic en què s'han trobat les restes, així, les més modernes comencen pel primer número i continuen fins a les més antigues (Uruk XVIII).

### El districte d'Eanna
La importància històrica del districte d'Eanna es deu al fet que aquí sorgeixen, durant els períodes d'Uruk VI-IV, l'escriptura i l'arquitectura pública monumental. La combinació d'aquests dos trets fa possible considerar Eanna com 

Eanna IVa en marró clar; Eanna IVb, en marró fosc.

la primera veritable ciutat en la història humana. Durant el període de l'Uruk IVa, a Eanna es troben els exemples més antics d'escriptura cuneïforme i, per tant, la primera escriptura coneguda de la història. Malgrat que s'han desxifrat algunes d'aquestes taules cuneïformes, la dificultat en les excavacions del lloc n'ha enfosquit la recerca.
El primer edifici d'Eanna, el Temple de Pedra-Cons (Temple Mosaic), va ser construït en el període VI sobre un temple Obeid preexistent i està envoltat per un mur de pedra calcària amb un elaborat sistema de contraforts. El temple de Pedra-Cons, anomenat així pel mosaic de cons de pedra de colors clavats a la façana de maó de tova, potser retia un culte primitiu a l'aigua existent a Mesopotàmia. Va ser demolit ritualment en el període Uruk IVb i el seu contingut enterrat a l'Edifici Riemchen.
En el període següent, Uruk V, a uns 100 m a l'est del Temple de Pedra-Cons, va ser construït un temple de pedra calcària d'uns 2 m d'alt sobre un temple preexistent del període Obeid, que igual que el Temple de Pedra-Cons representa una continuació de la cultura Obeid. No obstant això, el temple de pedra calcària és una construcció sense precedents per la seva grandària i ús de la pedra, una clara desviació de l'arquitectura tradicional d'Obeid. La pedra va ser extreta d'un aflorament a Umayyad, a uns 60 km a l'est d'Uruk. No és clar si el
temple sencer o només la fundació va ser construït en aquesta pedra calcària. El temple de pedra calcària és, probablement, el primer temple d'Inanna, però és impossible saber-ho amb certesa. Igual que el Temple de Pedra-Cons, el temple de pedra calcària també estava cobert de mosaics de con. Tots dos temples eren rectangles amb les cantonades alineades als punts cardinals, una sala central al llarg de l'eix llarg, flanquejada per dues sales més petites, i façanes amb contraforts, el prototip de tots els futurs temples de tipus mesopotàmic.

### El districte d'Anu

El districte d'Anu Fase E d'Uruk III.

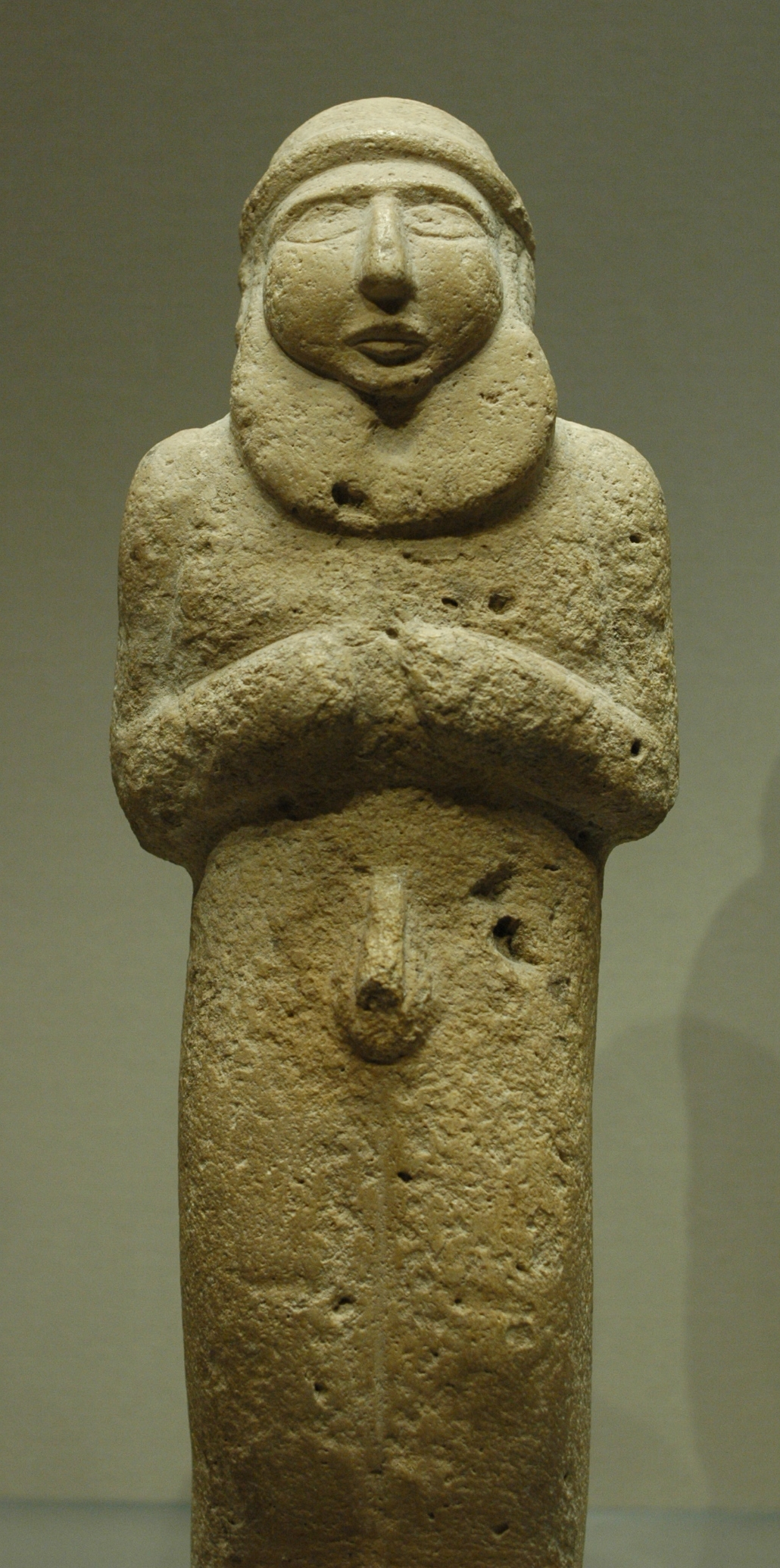
Estàtua humana d'Uruk a Mesopotàmia del 3300 aC.

El gran districte d'Anu és més antic que el districte d'Eanna. No obstant això, s'han trobat aquí algunes restes d'escriptura. A diferència del districte d'Eanna, el districte d'Anu es compon d'una única gran terrassa, el zigurat d'Anu, dedicat a An, el déu del cel sumeri. En algun moment del període d'Uruk III, l'enorme temple blanc va ser construït al cim del zigurat, i sota la vora nord-oest del zigurat ha estat descoberta una estructura del període Uruk VI, el Temple de Pedra.
El Temple de Pedra va ser construït de pedra calcària i de betum en un podi de terra piconada amb morter de calç. El podi està construït sobre una estora teixida, coneguda com a giparu, una paraula que originalment feia referència a una estora de canya utilitzada ritualment com un llit nupcial, però amb posterioritat va assumir el significat de "font de l'abundància", que irradiava cap amunt en l'estructura de l'edifici. L'estructura del Temple de Pedra desenvolupa alguns conceptes mitològics del poema Enuma Elix, potser amb ritus de libació com s'indica a partir dels canals, tancs i recipients que es troben a l'edifici. El temple va ser ritualment destruït, cobert amb capes d'argila i pedra, i de morter, en algun moment posterior.
El zigurat d'Anu es compon d'un monticle coronat per una enorme cella que data del període d'Uruk, al voltant del 4000 aC, i que es va ampliar en 14 fases de construcció. És interessant assenyalar que la fase més primerenca utilitza una tipologia similar a les cultures neolítiques preceràmiques (PPNA) d'Anatòlia; una sola cambra en forma de cella amb un sòl de terratzo sota la qual, es van trobar bucranis. En la fase E, corresponent al període d'Uruk III, cap al 3000 aC, es va construir el Temple Blanc. Aquest temple va ser clarament dissenyat per ser vist des d'una gran distància a través de la plana de Sumer, ja que es va elevar a 21 metres i estava cobert de guix, i reflectia la llum del sol com un mirall. Per això es creu que el Temple Blanc és un símbol del poder polític d'Uruk en aquell moment. A més d'aquest temple, el Zigurat d'Anu també tenia una escala monumental pavimentada amb pedra calcària, utilitzada en les processons religioses. Un canal que corre paral·lel a l'escala es feia servir per drenar el zigurat.

## Història
D'acord amb la llista reial sumèria, Uruk va ser fundada pel rei Enmerkar. Encara que la llista reial esmenta un rei d'Eanna davant d'ell, l'èpica sobre Enmerkar i el senyor d'Aratta relata que Enmerkar va construir la Casa del Cel (sumeri: e2-anna; cuneïforme: 𒂍𒀭 E2.AN) per a la deessa Inanna al districte d'Eanna d'Uruk. A l'Epopeia de Gilgameix, rei d'Uruk, se li atribueix la construcció de la muralla al voltant de la ciutat.
Les restes més antigues que es conserven d'Uruk (nivells XVIII-XVI) estan datades entre 5300 aC i 4574 aC amb la prova de carboni-14.
Cap al 2700 aC, Uruk exerceix l'hegemonia a Sumer. Cap al 2650 aC, el rei Gilgameix d'Uruk mantenia una guerra amb Kix, que va passar a exercir-hi el domini principal cap al 2600 aC.
Cap al 2430 aC, torna a aparèixer com a independent fins al 2350 aC, en què resta sota l'òrbita d'Umma i més tard, cap al 2335 aC, és conquerida per Sargon I d'Akkad, que la incorpora a l'Imperi Accadi; aquesta etapa constitueix un període de declivi d'Uruk. Durant el període neosumeri, Uruk va gaudir d'un renaixement com a important centre econòmic i cultural sota la sobirania d'Ur. El districte d'Eanna va ser restaurat com a part d'un ambiciós programa de construcció, que va incloure un nou temple d'Inanna. Aquest temple inclou un zigurat, la Casa de l'Univers (cuneïforme: E2.SAR.A) al nord-est.
El 2130 aC, va caure en mans de Gudea de Lagaix, però el rei Utukhengal d'Uruk, que era vassall de Lagaix, es va aixecar contra aquest després de la mort de Gudea, el 2120 aC, i el 2117 aC va conquerir Ur. El 2116 aC, va fer una expedició al país dels gutis, anomenat Qutum, i va derrotar el rei Tirigan en un lloc entre Kix i Nippur; i el seu successor Sium va ser apartat del poder només 40 dies després per les tropes d'Uruk. Això va donar a Utukhengal el poder de tota l'Acàdia i Mari, a més de part de Sumer. Però el 2110 aC el general Urnamu, governador d'Ur, s'hi va rebel·lar i va ocupar Uruk. Urnamu es va proclamar rei i va heretar així tots els dominis d'Utukhengal.
El 2003 aC, Uruk fou ocupada pels elamites dirigits pel rei de Simaixki i, el 1998 aC, va passar a mans d'Isin. El 1925 aC, va ser conquerida per Larsa. El rei vassall Shinkashid es va independitzar cap al 1865 aC. El 1810 aC, va ser ocupada per Larsa i el 1763 aC va passar a Babilònia.
Uruk va entrar en una pronunciada decadència fins al voltant de l'any 850 aC, quan l'Imperi Neoassiri la va annexar i la va nomenar capital de província. Sota els neoassiris i els neobabilonis, Uruk va recuperar gran part de la seva antiga glòria. A l'any 250 aC, un nou complex de santuaris del Temple Principal (accadi: Bit RES) va ser introduït al nord-est al districte d'Anu. L'Esagila va ser un dels principals centres de l'astronomia neobabilònica. Tots els temples i canals van ser restaurats de nou sota Nabopolasar. Durant aquesta època, Uruk va ser dividida en cinc districtes principals: Temple Adad, Royal Orchard, Porta d'Istar, Temple Lugalirra i districtes de la Porta de Samas.
Uruk, coneguda com a Orchoë pels grecs, va continuar prosperant sota l'Imperi Selèucida. Durant aquest període, Uruk era una ciutat
de 300 hectàrees. L'any 200 aC, el Gran Santuari (cuneïforme: E2.IRI12.GAL, Sumèria: ES-gal) d'Ishtar va ser afegit als districtes d'Anu i Eanna. Quan els selèucides van perdre Mesopotàmia a mans dels parts el 141 aC, Uruk va entrar de nou en un període de decadència, de la qual no es va recuperar mai. La davallada d'Uruk pot haver estat en part causada per un canvi del riu Eufrates. L'any 300 dC Uruk va ser pràcticament abandonada, i cap al 700 dC ho va ser completament.

## Reis
- Meix-ki-ang-gaixer (Dumuzi) el Pescador, abans del 2700 aC
- Enmerkar abans del 2700 aC
- Lugalbanda cap al 2700-2675 aC
- Gilgameix (fill) cap al 2675-2650 aC
- Meskiaggsher
- Ur-Nungal I
- Udul-Kalama
- La-Ba'shum
- En-Nun-Tarah-Ana
- Mesh-He
- Melem-Ana
- Lugal-Kitun
- Enpirigdu-Anna
- Urlugal II
- Arga-Ande-A
- Lugalkisalsi
- Lugaltar
- Lugalkingeneshdudu cap al 2430-2400 aC
- Enshakushana cap al 2400-2350 aC
- a Umma cap al 2350-2338 aC
- a Akkad cap al 2338-2222 aC
- Ur Nigin cap al 2222-2215 aC
- Ur Gigir cap al 2215-2204 aC
- Kudda cap al 2204 aC-2203 aC
- Puzurili cap al 2203-2198 aC
- Lugalmelan cap al 2198-2195 aC
- Urutu després del 2195 aC
- altres desconeguts cap al 2175-2116 aC
- Utukhengal 2116-2110 aC
- a Ur 2110-2003 aC
- a Elam 2003-1998 aC
- a Isin 1998-1925 aC
- a Larsa 1925-1865 aC
- Shinkashid 1865-1833 aC
- rei de nom no conegut 1833-1821 aC
- Anam 1821-1817 aC
- Irdanene 1817-1810 aC
- a Larsa 1810-1763 aC
- a Babilònia 1763 aC

## Arqueologia
Al lloc d'Uruk hi ha la població d'al-Warka. La zona arqueològica, Tell al-Warka, fa uns 5,5 km² i ha estat explorada des de la meitat del segle xix.